# Callit
| Årets häst        |                   |                   |
| 1986              | 1987              | 1988              |
| Utah Bulwark      | Callit            | Callit            |
| Stig H. Johansson | Karl O. Johansson | Karl O. Johansson |

| Årets häst        |                   |                     |
| 1987              | 1988              | 1989                |
| Callit            | Callit            | Mack Lobell         |
| Karl O. Johansson | Karl O. Johansson | John-Erik Magnusson |

Callit, född 18 april 1981, död 25 oktober 2007, var en svensk varmblodig travhingst som tränades och kördes av Karl O. Johansson. Han var den häst som vunnit flest rikstotolopp genom tiderna, med 27 stycken, ända till On Track Piraten gick om honom när denne vann Stig Lindmarks Styrkeprov den 6 oktober 2018. Under hela sin tävlingskarriär tog Callit 65 segrar på 109 starter och sprang in nästan 8,8 miljoner kronor.

## Karriär

### Tävlingskarriär
Under sin karriär vann Callit 65 lopp, däribland 26 rikstotolopp och flera storlopp som Stora Treåringspriset, Fyraåringseliten, S:t Leger, Sprintermästaren, Jubileumspokalen, Hugo Åbergs Memorial samt första svenskfödda häst som vann International Trot på Roosevelt Raceway i USA.
Han deltog i 1987 års upplaga av Elitloppet, där han slutade på tredjeplats i finalen. Han deltog även året därpå, men tog sig inte vidare till finalen. Callit blev utnämnd till "Årets Häst" 1987 och 1988.

### Avelskarriär
Efter avslutad tävlingskarriär verkade hästen fram till 2005 i aveln hos Robert Andersson och har lämnat sammanlagt 263 avkommor varav den bästa heter Call on Valentine som sprungit in 1 334 803 kronor.

## Statistik
- Starter/Placeringar: 109/65-20-9
- Rekord: 1,16,3k, 1,15,6m1, 1,21,8l, 1,12,4ak, 1,13,3am, 1,16,1al
- Prissumma: 8 798 165 kr
- Härstamning: Tibur (FR) - Calotta (SE) e. Cahoot (US)
- Född: 18 april 1981
- Segrar: Sprintermästaren (1985), Fyraåringseliten (1985), International Trot på Roosevelt Raceway, New York (1987), Årjängs Stora Sprinterlopp (1987, 1988)
- Uppfödare: Sigurd Nilsson, Töcksfors
- Tränare: Karl O. Johansson
- Kusk: Karl O. Johansson

Ägare: Robert Andersson